# Manipala
Manipala är en ort i Indien.   Den ligger i distriktet Udupi och delstaten Karnataka, i den södra delen av landet, 1 700 km söder om huvudstaden New Delhi. Manipala ligger 90 meter över havet och antalet invånare är 15 000.
Terrängen runt Manipala är huvudsakligen platt. Manipala ligger uppe på en höjd. Runt Manipala är det tätbefolkat, med 613 invånare per kvadratkilometer. Närmaste större samhälle är Udipi, 4,4 km väster om Manipala. Omgivningarna runt Manipala är en mosaik av jordbruksmark och naturlig växtlighet.